# A Day in Our Life
«A Day in Our Life» es el séptimo sencillo de la banda japonesa Arashi, que fue lanzado el 6 de febrero de 2002. El tema fue usado para el dorama japonés Kisarazu Cat's Eye protagonizada por Shō Sakurai. "A Day in Our Life" es el primer sencillo del grupo en ser lanzado para la discográfica J Storm después de haber estado en Pony Canyon. También fue el tema principal del programa japonés USO!? Japan de la cadena TBS en la que además participaban los miembros de Arashi.

## Información del sencillo
El sencillo fue presentado con una edición limitada con "Secret Talk" y un póster. 

## Lista de pistas
| N.º | Título                        | Letras      | Música      | Duración |  |
| 1.  | «A Day in Our Life»           | Shun, Shuya | Shun, Shuya | 4:39     |  |
| 2.  | «A Day in Our Life» (Karaoke) | Shun, Shuya | Shun, Shuya | 4:39     |  |